# Filter
Filter est un groupe de rock américain, originaire de Cleveland, en Ohio. Il est formé en 1993 par Richard Patrick et Brian Liesegang.

## Biographie

### Débuts (1995–2001)
Richard et Brian se rencontrent lorsque le premier joue pour Nine Inch Nails en tant que guitariste live. Leur premier album sort en 1995 et s'intitule Short Bus. La chanson Hey Man, Nice Shot deviendra disque de platine (un million de copies vendues). Brian Liesgang quitte ensuite le groupe et Richard Patrick continue en solo. 
Il trouve d'autres musiciens pour enregistrer le deuxième album du groupe en 1999, Title of Record. Un DVD, intitulé Title of DVD, sort la même année ; il contient des vidéos et des interviews de la tournée précédente, celle pour l'album Short Bus. Les trois musiciens qui se sont joints à lui sont Geno Lenardo (guitare), Frank Cavanagh (basse) et Steve Gillis (percussions).

### The Amalgamut(2002)
En 2002, le groupe publie l'album The Amalgamut, qui comprend les singles Where Do We Go from Here? et American Cliché. The Only Way (Is the Wrong Way) est incluse dans la première vague des publicités Hummer2 et dans le film Lara Croft : Tomb Raider, le berceau de la vie. Alan Bailey est recruté pour jouer de la guitare en concert en soutien à l'album ; cependant, la tournée se termine rapidement lorsque Richard Patrick part en cure de désintoxication. Il aura depuis, tatoué sa date de sobriété, le 28 septembre 2002, sur son avant-bras.

### Pause et retour (2003–2009)

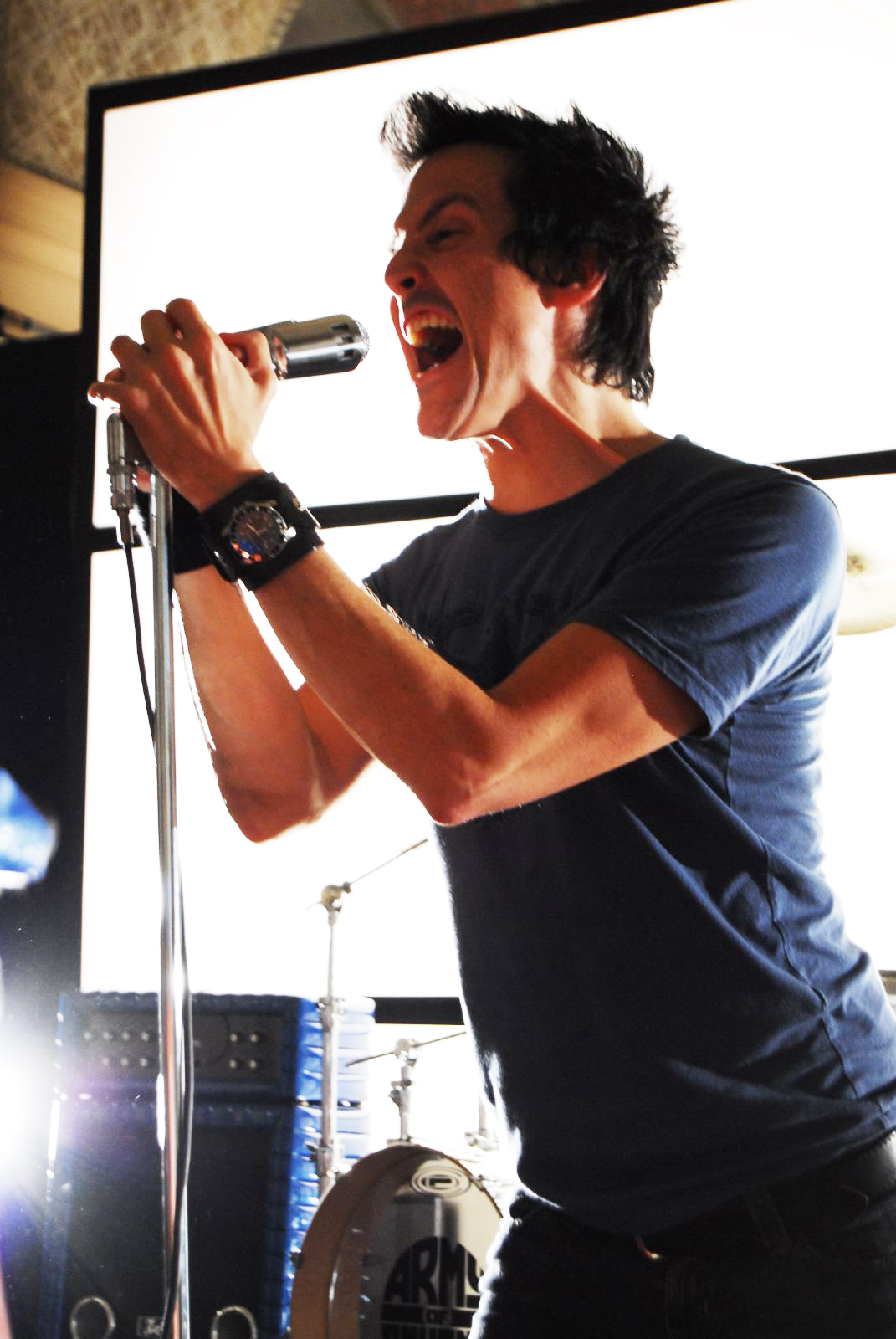
Richard Patrick, chanteur de Filter.

En 2006, Richard Patrick commence à travailler sur un nouveau CD. Il invite plusieurs personnes, notamment les frères De Leo du groupe Stone Temple Pilots. Il met donc de côté le 4e album de Filter pour enregistrer Army of Anyone. En 2007, il annonce donc que le groupe Army of Anyone est en pause, et qu'il se remet à travailler sur Filter.[réf. nécessaire]
Le nouvel album de Filter, intitulé Anthem for the Damned, sort le 13 mai 2008 et le premier single, Soldiers of Misfortune est disponible à l'écoute sur la page MySpace du groupe avec d'autres morceaux de ce nouvel opus.
Patrick annonce aussi un album remix à Anthems for the Damned le 4 novembre, intitulé Remixes for the Damned. Remixes for the Damned est publié le 21 novembre 2008 en Amérique du Nord. Il est ensuite publié à l'international le 1er décembre 2008. Le single qui en est extrait s'intitule I Keep Flowers Around. Aussi, un best-of intitulé The Very Best Things (1995-2008) est publié le 31 mars 2009.  Il comprend des 14 chansons issues de leurs précédents albums.

### The Trouble with Angels(2009–2011)
Filter travaille sur un cinquième album peu de temps après la sortie de l'album remix et du best-of, avec Bob Marlette à la production. L'album, comme expliqué par Richard Patrick, sera plus agressif que Anthems for the Damned et comptera un single écrit pour Amalgamut. Il explique aussi qu'il se retirera des paroles politiques présentes dans Anthems for the Damned. Concernant la direction musicale de ce nouvel opus, Patrick explique, le 13 septembre 2008, qu'il y a des éléments heavy industriel, et que l'album est plus orienté musique électronique.
Filter reprend la chanson Happy Together du groupe The Turtles pour la bande-son du film Le Beau-père, sorti en 2009. La chanson est classée ambient et metal alternatif. Il sera utilisé pour un extrait de Criminal Minds et de Gatsby le Magnifique (2013) de Baz Luhrmann. Filter participe aussi avec la chanson Fades Like a Photograph pour la bande-son du film 2012 (2009). Vers la fin 2009 et en 2010, Filter publie une série de quatorze mises à jour chroniquant l'enregistrement de leur nouvel album. Filter publie The Inevitable Relapse, le premier single, le 26 mai. L'album The Trouble with Angels est publié le 17 août 2010 au label Rocket Science Ventures Records. Après la sortie de l'album, le groupe reprend le single Gimme All Your Lovin' des ZZ Top qui apparait sur la compilation ZZ Top: A Tribute from Friends.

### The Sun Comes Out Tonight(2012–2013)
Patrick et Jonathan Radtke entrent en studio avec le producteur Bob Marlette en avril 2012 pour enregistrer le sixième album de Filter, The Sun Comes Out Tonight. Le premier single extrait de l'album, What Do You Say, est publié le 2 avril 2013. Une chanson intitulée We Hate It When You Get What You Want est publiée en téléchargement gratuit sur leur site web pendant une période limitée. La liste des chansons du nouvel album est révélée le 18 mars 2013. L'album est publié le 4 juin 2013. Phil Buckman annonce son départ de Filter le 1er octobre 2013 après leur tournée avec Stone Temple Pilots,. Tim Kelleher, ancien bassiste des Thirty Seconds to Mars, se joint à Filter en octobre 2013.

### Crazy Eyes(depuis 2014)
En août 2014, Patrick annonce son intention de travailler sur un septième album à la fin 2014. Plus tard après avoir révélé le titre Crazy Eyes, il espère voir l'album publié en 2015. Patrick annonce ensuite une nouvelle collaboration avec Liesegang, avec qui il a créé Short Bus, et le producteur Ben Grosse, qui a produit Title of Record et The Amalgamut.
Le 4 mars 2015, Radtke annonce son départ du groupe afin de poursuivre ses propres intérêts musicaux.
Le 30 mars, Filter lance une campagne de cinq mois sur PledgeMusic, pour la sortie de l'album Crazy Eyes. Le 18 décembre, Filter annonce sur Facebook la sortie de l'album le 8 avril 2016.

## Discographie

### Albums studio
- 1995 : Short Bus
- 1999 : Title of Record
- 2002 : The Amalgamut
- 2008 : Anthems for the Damned
- 2010 : The Trouble with Angels
- 2013 : The Sun Comes Out Tonight
- 2016 : Crazy Eyes
- 2023 : The Algorithm

### Compilations
- 2008 : Remixes for the Damned
- 2009The Very Best Things (1995-2008)

### DVD
- 1999 : Title of DVD

### Apparitions
- Thanks Bro sur le CD The Song in the key of X (1996)
- Jurassitol sur le CD de la bande originale du film The Crow:City of Angels  (1996)
- One sur le CD The X-Files:The Album (1998)
- (Can't you)Trip Like I Do sur le CD de la bande originale du film Spawn (1999)
- Take a picture dans le film Girl next door (2005)
- Happy Together sur le CD de la bande originale du film The Stepfather (2009)
- Fades Like A Photograph sur le CD de la bande originale du film 2012 (2009)

## Membres

### Membres actuels
- Richard Patrick - chant, guitare (depuis 1993)
- Jonny Radtke - guitare (2011-2015, depuis 2018)
- Bobby Miller - claviers, programmation (depuis 2014), basse (depuis 2019)
- Greg Garman - batterie (depuis 2019)

### Anciens membres
- Brian Liesegang - guitare, programmation (1993–1997)
- Matt Walker (batteur) (en) - batterie, percussions (1995–1997)
- Geno Lenardo - guitare (1995–2002)
- Steve Gillis - batterie, percussions (1999–2002)
- Frank Cavanagh - basse (1995–2002)
- Alan Bailey - guitare (2002)
- John Spiker - basse (2008-2010)
- Rob Patterson - guitare (2010-2011)
- Phil Buckman - basse (2010-2013)
- Mika Fineo - batterie, percussions (2008-2012)
- Oumi Kapila - guitare (2015-2018)
- Ashley Dzerigian - basse (2015-2019)
- Chris Reeve - batterie (2015-2019)